# Дюссельдорфський університет
Дюссельдорфський університет імені Генріха Гейне (нім. Heinrich-Heine-Universität Düsseldorf) — німецький університет, розташований в столиці землі Північний Рейн-Вестфалія, Дюссельдорфі. Університет засновано в 1965 році на базі Медичної академії Дюссельдорфа.

## Історія
Спроби заснувати в Дюссельдорфі університет у XVI столітті зазнали невдачі. У 1809 році Наполеон розробляв план створення університету в Дюссельдорфі, що був столицею нетривалої вассальної держави Велике герцогство Берг. 11 грудня 1811 року Наполеон навіть підписав указ про створення Дюссельдорфського університету з 5 факультетами. Та реалізації проєкту перешкодили події Російського походу 1812 року. У 1907 році було створено Дюссельдорфську медичну академію. 1965 року було прийнято рішення про створення на базі академії повноцінного університету. Університет почав діяти 1 січня 1966 року. Традиційно тут досі дуже велику увагу приділяють підготовці фахівців медичних професій.
Зараз в університеті навчається 17 000 студентів, з них 15 % іноземних студентів. Серед іноземців багато громадян Туреччини, Польщі, Росії, Болгарії, Китаю, Марокко, Грузії та України.

## Структура
Університет має 5 факультетів:
- Медичний
- Математично-природничий
- Філософський
- Економічний
- Юридичний

Університет має великий ботанічний сад, заснований в 1974 році, який нараховує 6000 видів рослин.

## Почесні доктори
- Йоганнес Рау — колишній президент ФРН
- Марсель Райх-Раніцкі — літературний критик
- Пауль Шпігель — колишній голова Єврейської ради Німеччини